# Karl von Pflanzer-Baltin
Karl von Pflanzer-Baltin (Pécs, 1º giugno 1855 – Vienna, 8 aprile 1925) è stato un generale austro-ungarico.

## Biografia

### I primi anni e la carriera
Figlio del revisore generale Wilhelm Pflanzer, la sua famiglia ottenne la nobiltà quando suo zio Karl Anton Josef von Baltin, generale dell'esercito austriaco, andò in pensione e lo adottò non avendo avuto eredi e non essendosi mai sposato.
Frequentò la scuola dei cadetti di Marburg e quella di Eisenstadt dal 1867 al 1871, passando poi all'accademia militare teresiana di Wiener Neustadt. I futuri generali Karl Kirchbach ed Arthur Giesl von Gieslingen furono suoi compagni di classe. Il 1º settembre 1875 venne promosso tenente ed aggregato al 1º reggimento dragoni. Dal 1877 al 1878 frequentò la scuola per ufficiali a Pardubice e dal 1878 al 1880 la scuola di guerra di Vienna. Capitano dal 1884, raggiunse il grado di maggiore nel 1891. Dopo vari incarichi di staff, venne assegnato al 2º reggimento ulani e nominato tenente colonnello dal 1º maggio 1894. In seguito fu per qualche tempo insegnante alla scuola di guerra. Il 1 maggio 1897 venne promosso a colonnello capo di stato maggiore dell'XI corpo d'armata. Il 1 maggio 1903 venne promosso maggiore generale e venne nominato comandante della 32ª brigata di fanteria a Sibiu. Nel 1905 prese il comando della 31ª brigata di fanteria a Kronstadt. Il 30 ottobre 1907 venne promosso al grado di feldmaresciallo luogotenente e nominato comandante della 4ª divisione di fanteria di stanza a Brno. Fu quindi ispettore generale delle scuole ufficiali e la sua carriera sembrò destinata alla pensione pacificamente.

### La prima guerra mondiale
Pflanzer-Baltin venne nominato generale di cavalleria dall'ottobre del 1912 e prestò servizio nello staff generale dell'esercito austro-ungarico, ma nel 1914 sembrò doversi ritirare prematuramente a causa delle sue precarie condizioni di salute. Nell'autunno di quello stesso anno, quando la Romania si rivolse contro le Potenze Centrali, egli venne incaricato della difesa della Transilvania. Quando i russi attraversarono i Carpazi e si presentava l'immediato pericolo di un'invasione delle pianure Ungheresi, il generale Pflanzer-Baltin, con una divisione improvvisata, si gettò su di loro e condusse la difesa con una serie di movimenti offensivi. Venne promosso colonnello generale nel 1916. Dopo aver combattuto con successo nella parte meridionale della Galizia orientale ed in Bucovina con la 7ª armata, venne battuto dall'offensiva condotta dal generale russo Aleksei Brusilov nel giugno del 1916 e venne per questo sollevato dai suoi incarichi.
Nel 1917 venne nominato ispettore generale di fanteria e supremo comandante dell'esercito austro-ungarico di stanza in Albania.
Nell'estate del 1918, quando il fronte austro-ungarico in Albania venne attaccato dalle forze della Triplice intesa, a Pflanzer-Baltin venne affidato il comando del teatro delle operazioni, respingendo il nemico a Fjeri ed a Berat, l'ultimo grande successo dell'esercito austro-ungarico nella guerra.
Pensionatosi dopo la sconfitta dell'Austria nella prima guerra mondiale, morì a Vienna nel 1925.

## Matrimonio e figli
Sposò Hedwig Feger de Mercyfalva und Temes-Zsadány, dalla quale ebbe due figli: Arthur (23 maggio 1888 - 12 aprile 1963) e Erwin (1893-1915), entrambi ufficiali di cavalleria in seguito. Arthur non ebbe figli ed Erwin cadde sul campo nella prima guerra mondiale.